# Ignacij Klemenčič
Ignacij Klemenčič (6 de fevereiro de 1853 — 5 de setembro de 1901) foi um físico esloveno.

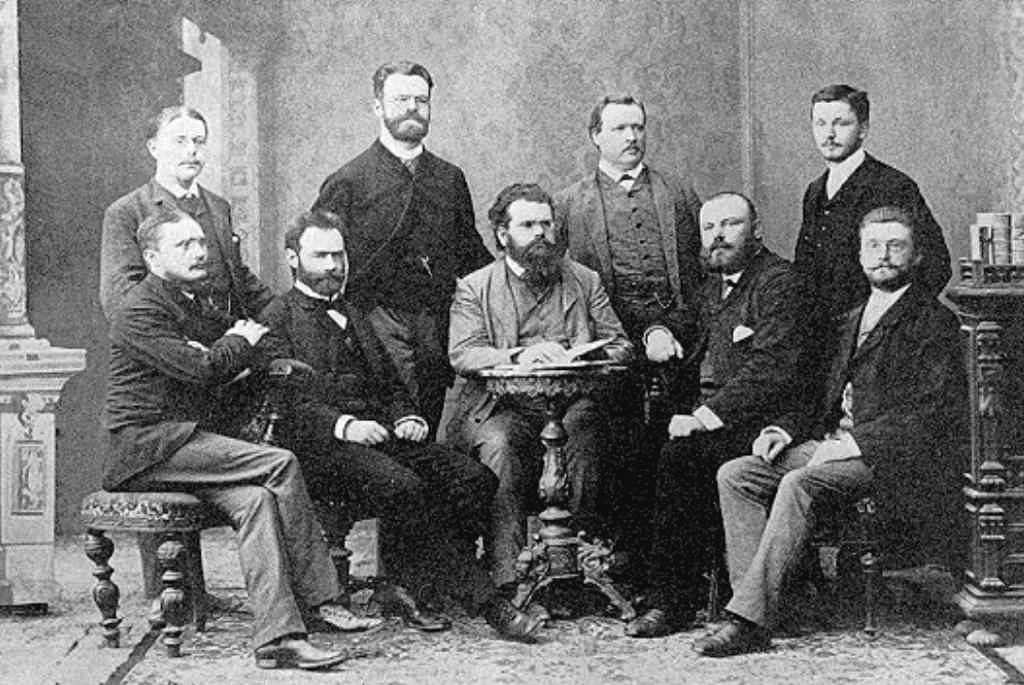
Ludwig Boltzmann e colaboradores em Graz, 1887. Da esquerda para a direita, de pé: Walther Nernst, Heinrich Streintz, Svante Arrhenius, Richard Hiecke; sentados: Eduard Aulinger, Albert von Ettingshausen, Ludwig Boltzmann, Ignacij Klemenčič, Victor Hausmanninger

## Publicações
- Beitrag zur Kenntniss der innern Reibung im Eisen. 1879
- Beobachtungen über die elastische Nachwirkung an Glase. 1879
- Beobachtungen über die Dämpfung der Torsionsschwingungen durch die innere Reibung. 1880
- Zur Beobachtungen des Verhältnisses zwischen der elektromagnetischen und mechanischen Einheit der Stromintensität. 1881
- Über die Dämpfung der Schwirgungen fester Körper in Flüssigkeiten. 1882
- Untersuchungen über das Verhältniss zwischen dem elektrostatischen und elektromagnetischen Maassystem. 1884
- Experimentaluntersuchung, über die Dielektricitätsconstante einiger Gase und Dämpfe. 1885
- Experimental researches upon the determination of the dielectric constant of some gases.[1]
- Beitrag zur Kenntniss der magnetischen Nachwirkung.
- Beiträge zur Kenntniss der Absorption und Verzweigung electrischer Schwingungen in Drähten.[2]
- Expériences sur l'interférence des ondes électriques dans l'air.
- Contributions to the knowledge of the absorption and branching of electric oscillations in wires. 1893[3]
- Apparatus for the Demonstration of the Development of Heaf in Wires by Electric Oscillations. 1895
- Über den inneren Widerstand Clark'scher Normalelemente. In: Berichte des naturwissenschaftlich-medizinischen Vereins in Innsbruck. 1897
- Sammelband mit 21 Separatabdrucken aus den Jahren 1881–1900 und einer Gedenkschrift zu seinem Tode